# Митчелл, Питер (политик)
Питер Митчелл (4 января 1824, Ньюкасл, Нью-Брансуик — 24 октября 1899, Монреаль, Квебек, Канада) — канадский политик, последний премьер-министр британской колонии Нью-Брансуик. Является одним из отцов канадской конфедерации — принимал участие в Квебекской и Лондонской конференциях, предваряющих её образование.

## Биография
Питер Митчелл родился в семье Питера Митчелла и Барбары Грант. Его отец держал гостиницу и таверну. Получил образование в Ньюкасле, после чего четыре года работал в офисе адвоката Джорджа Керра. В 1847 году он стал прокурором, а в 1849 — вступил в гильдию адвокатов. Он основал частную практику, работая вплоть до 1852 года с Джоном Мерсером Джонсоном в Ньюкасле и Чатеме, после чего между ними сохранились дружеские отношения.
Среди прочих дел Митчелл занимался судостроительством. С 1853 по 1861 годы им и его партнёром по бизнесу было построено более 12 судов, в следующие годы, руководя бизнесом в одиночку вплоть до 1868 года, Митчелл построил ещё 16. На его верфях работало до 250 человек. В 1870-х годах Митчелл руководил пароходной транспортной компанией.
В 1882 году Митчелл переехал в Монреаль, поселившись в отеле Виндзор. Был женат на вдове Изабелле Гог, урождённой Карвелл, у них была одна дочь. Его жена умерла в 1889 году, а дочь была пациентом клиники для душевнобольных.

## Политическая карьера
В 1852 году Митчелл занял кресло в законодательном собрании колонии от Нортамберленда. Он был сторонником ответственного правительства и уменьшения зарплат чиновников, выступал за строительство железных дорог и сотрудничество с США. Он оставался в собрании до 1860 года. Благодаря ему была запущена реформа муниципальных администраций, кроме того он стал одним из активистов принятия закона о банкротстве, облегчающего нагрузку на дебиторов. Помимо этого Митчелл принимал участие в конференциях по строительству железных дорог между колониями.
Митчелл был сторонником конфедерации, он участвовал в Квебекской конференции 1864 года. В 1866 году после отставки правительства Нью-Брансуика, Митчелл предложил лейтенант-губернатору Гордону кандидатуру Тилли на пост премьер-министра. После того как Тилли отказался, Гордон попросил самого Митчелла сформировать новое правительство. Таким образом Митчелл стал премьер-министром, оставаясь на посту до вступления Нью-Брансуика в конфедерацию. После этого Митчелл занял место в Сенате Канады.
В первом правительстве Джона Александера Макдональда Митчелл стал министром водных ресурсов и рыболовства. Помимо опыта работы на судоверфях этот пост требовал внешнеполитических контактов с представителями Великобритании и США. Особенно это выражалось в вопросах лицензии на ловлю рыбы, которые не были урегулированы до 1871 года. Для решения вопроса в сезоне 1870 года Митчелл создал собственный флот. Шесть кораблей были оснощены вооружением, но внешне не отличались от рыболовецких судов США. На следующий год соглашение между Великобританией и США, хотя и не такое жёсткое как требовали канадцы, было подписано. Находясь на вершине своей карьеры Митчелл по неизвестным причинам покинул Сенат чтобы баллотироваться в Палату общин.
В череде скандалов 1870-х годов Митчелл пытался быть независимым, отойдя от поддержки как Макдональда, так и Макензи. На выборах 1878 года он потерпел первое поражение за 20 лет.